# Ciociaria nella storiografia

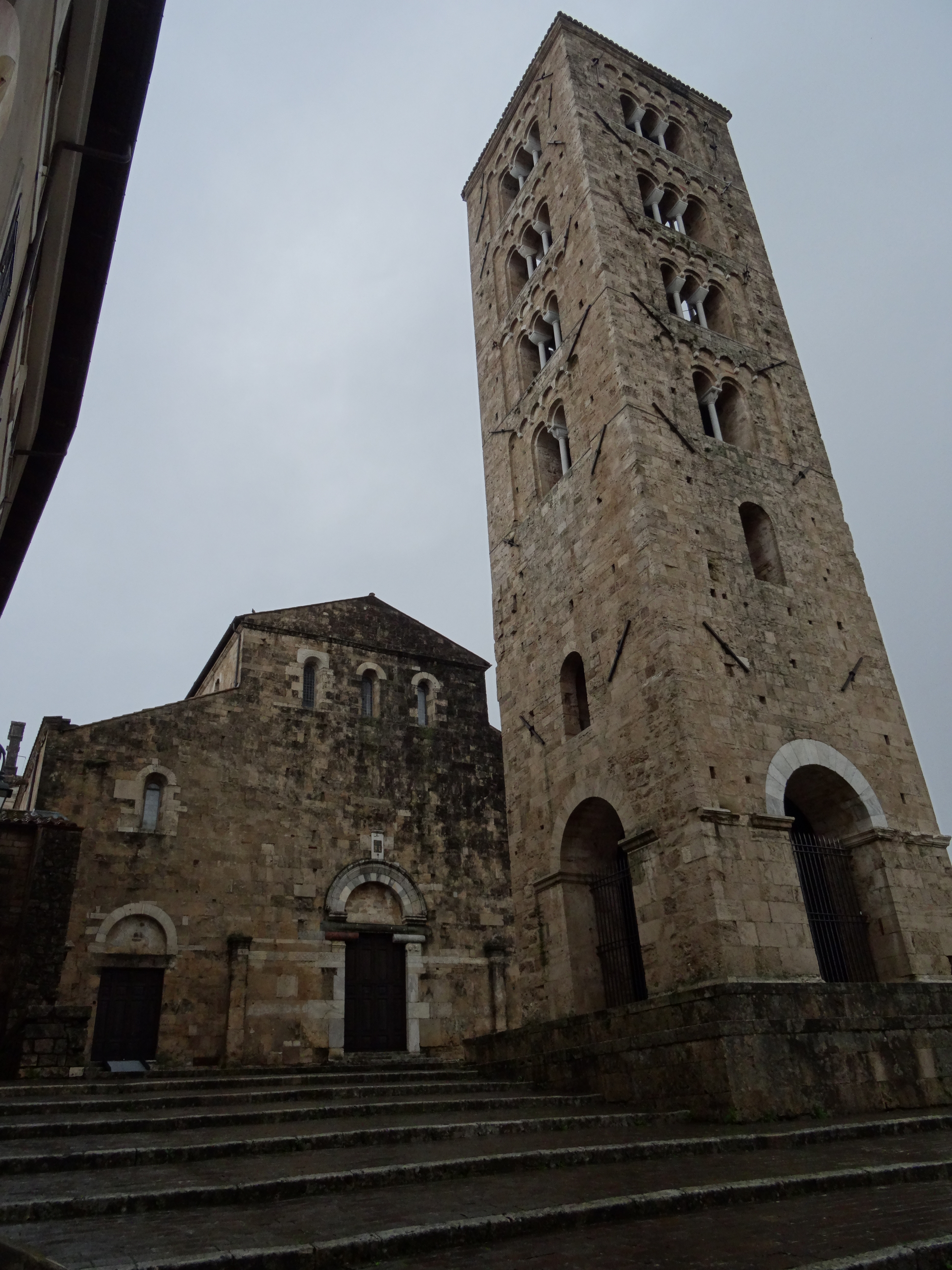
Il duomo di Anagni.

Dal secondo dopoguerra fu sollevato da diversi autori il problema di individuare se esistesse anche una regione storica ciociara e quali fossero le sue caratteristiche ed i suoi limiti. Pur non essendo in grado di provare l'esistenza storica e istituzionale della Ciociaria, costoro avanzarono soluzioni molto divergenti fra loro già soltanto per provare a definire il territorio dell'indagine. Soluzioni tanto varie che si arrivò ad identificare la Ciociaria ora col territorio fra il Liri e i Castelli romani, ora con parte dell'antica provincia pontificia di Campagna e Marittima, o persino con l'intera provincia di Frosinone o buona parte del Lazio meridionale, senza però le prove di un documentato riscontro bibliografico.

## Storiografia francese
Lo storico Armando Dubarry, che in un'opera del 1875 testimonia l'uso di chiamare volgarmente Ciociaria l'intera delegazione apostolica di Frosinone, all'epoca soppressa, è il primo a caratterizzare geograficamente il territorio laziale e a stabilire un criterio per individuarvi la regione. L'opera in cui tratta l'argomento è una ricostruzione storica del brigantaggio italiano, con un riferimento più preciso al periodo dell'occupazione napoleonica dell'Italia e del fallimento delle esperienze rivoluzionarie anche per l'intervento dei briganti. Egli mette chiaramente in relazione il termine Ciociaria con la calzatura di contadini e milizie irregolari del frusinate, la ciocia. Costoro poi ricorda che erano detti ciociari e l'aggettivo ciociaro fu da allora strettamente connesso al toponimo, assumendo un significato non più etnico o sociale ma specificatamente «qualificativo» e regionale.

## La Ciociaria secondo David Silvagni
Una primitiva sistemazione geografica della fine del XIX secolo rappresenta cosa si indicasse comunemente a Roma con Ciociaria, che accantona definitivamente in ambito storiografico le accezioni etniche e sociali a cui si riferivano i primi studiosi che parlarono di ciociari. David Silvagni, ne «La Corte Pontificia e la Società Romana» fa propria un'interpretazione di Carlo Maria Curci il quale riteneva che la Ciociaria fosse l'«antico Ernico», quindi approssimativamente l'area dei comuni laziali a ridosso dei Monti Ernici, termine quest'ultimo entrato nell'uso comune solo molto tempo dopo l'Unità d'Italia. David Silvagni precisa che «Ciociaria è la parte più montuosa e incolta del circondario di Frosinone e Sora» e chiama «ciociari» tutti i cardinali originari delle diocesi cattoliche tra Anagni e Terracina. Egli prosegue con un elenco di costoro, biasimati per il provincialismo e per dubbie capacità amministrative, in cui si citano pure le località di nascita di ciascuno, tutte esplicitamente agglomerate a costituire una regione che chiama Ciociaria, anche se palesemente estranee al comprensorio ernico (Sonnino, Ceprano, Ceccano, Gorga, Paliano, Anagni, Ninfa, Roccasecca dei Volsci, Carpineto, Monte San Giovanni Campano). 

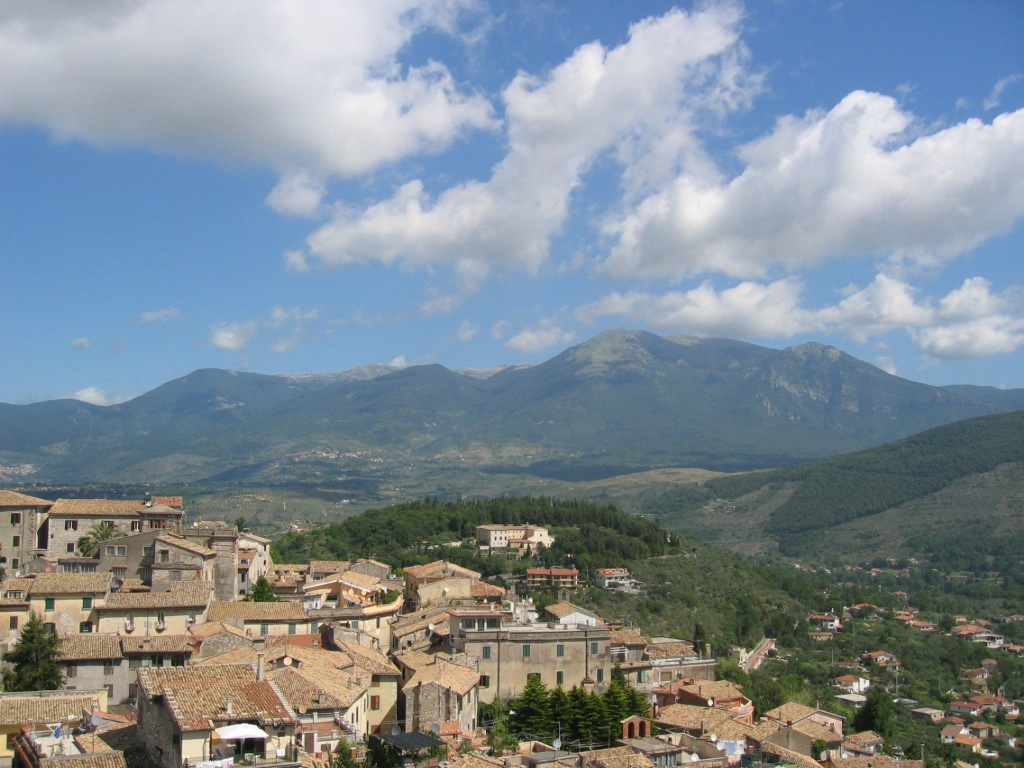
I monti Ernici dall'Acropoli di Alatri.

Sono tutte città campanine, organizzate entro diocesi immediatamente soggette alla Santa Sede e perciò accomunate dallo stesso sistema politico, economico e sociale, che furono estranee per identità e tradizione ai territori delle diocesi suburbicarie e alle vicende storiche della realtà cittadina di Roma.

## Diocesi della Campagna e Marittima
- Diocesi di Anagni
- Diocesi di Veroli
- Diocesi di Terracina
- Diocesi di Alatri
- Diocesi di Sezze
- Diocesi di Priverno
- Diocesi di Ferentino

## Elenco dei cardinali originari della Campagna e Marittima
- Giacomo Antonelli di Sonnino.
- Giuseppe Ferrari
- Giuseppe Berardi, di Ceccano
- Vincenzo Santucci, di Gorga
- Giovanni Simeoni, di Paliano
- Luca Pacifici, di Sermoneta.
- Ottavio Cagiano de Azevedo, di Frosinone.
- Domenico Fioramonti, di Gorga.
- Tommaso Pasquale Gizzi, di Ceccano
- Carlo Vizzardelli, di Monte San Giovanni Campano
- Enrico Sibilia, di Anagni
- Achille Apolloni, di Anagni
- Giuseppe Andrea Bizzarri, di Paliano